# Polyrhaphis paraensis
Polyrhaphis paraensis är en skalbaggsart som beskrevs av Bates 1862. Polyrhaphis paraensis ingår i släktet Polyrhaphis och familjen långhorningar.
Artens utbredningsområde är Venezuela. Inga underarter finns listade i Catalogue of Life.